# Kampfgeschwader 152
152-га бомбардувальна ескадра «Гінденбург» (нім. Kampfgeschwader 152 "Hindenburg" (KG 152) — бомбардувальна ескадра Люфтваффе, що існувала у складі повітряних сил вермахту напередодні Другої світової війни. 1 травня 1939 року її перейменували на 1-шу бомбардувальну ескадру «Гінденбург» (KG 1).

## Історія
152-га бомбардувальна ескадра «Гінденбург» заснована 1 квітня 1934 року у Тутові як дослідний загін при «Інститут випробування радіонаправленості електронної промисловості e.V.» (нім. «Funkpeilversuchsinstitut der elektronischen Industrie e.V.»). 13 березня 1935 року цей загін чисельністю дві ескадрильї було перейменовано на «Fliegergruppe Tutow». 15 березня 1935 року в Грайфсвальді була створена авіаційна група Грайфсвальд. 15 січня 1936 року авіагрупа Тутов була переведена в Нойбранденбург у Мекленбурзі. З серпня 1935 року групи були переоснащені на Dornier Do 23. 1 березня 1936 року в Грайфсвальді було засновано повітряну ескадру Грайфсвальд (нім. Fliegergeschwader Greifswald). Авіаційна група Тутов була приписана до нього як група I, а авіагрупа Грайфсвальд як група II. 15 березня 1936 року у Грайфсвальді розгорнута III. група, яка переїхала до Барта на Балтійському морі в червні 1936 року.
20 квітня 1936 року ескадра була перейменована в 152-гу бойову ескадру «Гінденбург».
1 травня 1939 року KG 152 перейменували на 1-шу бомбардувальну ескадру «Гінденбург» (KG 1). 1-ша група ескадри стала I./LG 3, а 4-та група стала I./KG 1.

## Командування

### Командири
- оберст Вальтер Зомме (нім. Walter Sommé) (15 січня 1936 — 15 березня 1937);
- оберст Альфред Манке (нім. Alfred Mahnke) (15 березня 1937 — 15 листопада 1938);
- оберст Ульріх Кесслер (нім. Ulrich Kessler) (15 листопада 1938 — 1 травня 1939).

### Командири I./KG 152
- Майор Фрідріх Еттінг (нім. Friedrich Ötting) (1 березня 1937 — 1 січня 1938);
- Майор Нойпменн (нім. Niepmann) (1 січня 1938 — 1 квітня 1939);
- Майор Бенно Кош (нім. Benno Kosch) (1 квітня — 1 травня 1939).

### Командири II./KG 152
- Майор Ганс Єшоннек (нім. Hans Jeschonnek) (1 жовтня 1935 — 1 жовтня 1936);
- Майор Карл-Едуард Вільке (нім. Karl-Eduard Wilke) (1 жовтня 1936 — 1 травня 1939).

### Командири III./KG 152
- Майор Ганс-Детлеф Гергудт фон Роден (нім. Hans-Detlef Herhudt von Rohden) (1 квітня — 1 листопада 1938).

### Командири IV./KG 152
- Майор, доктор Зіргофель (нім. Dr. Ziervogel) (квітень — 1 жовтня 1937);
- Майор, дипломований інженер Роберт Кнаусс (нім. Robert Knauss) (1 жовтня 1937 — 1 травня 1939).

## Основні райони базування 152-ї бомбардувальної ескадри

### Основні райони базуванняштабуKG 152
| 1 квітня — 1 жовтня 1936        | Грайфсвальд    | Ju 52, Do 23         |
| 15 березня 1937 — 1 травня 1939 | Нойбранденбург | Do 23, Ju 86, He 111 |

### Основні райони базування I./KG 152
| 1 квітня 1934 — 1 січня 1936 | Тутов          | Ju 52, Do 23 |
| 1 січня 1936 — 1 травня 1939 | Нойбранденбург | Do 23, Ju 86 |

### Основні райони базування II./KG 152
| 1 жовтня 1935 — 1 квітня 1937 | Грайфсвальд | Do 23 |

### Основні райони базування III./KG 152
| 1 квітня — червень 1936            | Грайфсвальд | Ju 52        |
| червень 1936 — 25 березня 1937     | Барт        | Ju 52, Ju 86 |
| 25 березня 1937 — 1 листопада 1938 | Шверін      | Ju 86        |

### Основні райони базування IV./KG 152
| 1 квітня — травень 1937       | Нойбранденбург | Ju 52         |
| травень — 1 жовтня 1937       | Фюрстенвальде  | Ju 52         |
| 1 жовтня 1937 — 1 квітня 1938 | Лангенгаген    | Ju 86         |
| 1 квітня 1938 — 1 травня 1939 | Кольберг       | Ju 86, He 111 |